# Schloss Weihern
Das abgegangene Schloss Weihern befand sich in dem gleichnamigen Ortsteil der oberpfälzischen Stadt Pfreimd im Landkreis Schwandorf von Bayern unmittelbar östlich der Pfarrkirche St. Margareta in Weihern. Die Anlage wird als Bodendenkmal unter der Aktennummer D-3-6439-0080 im Bayernatlas als „untertägige Befunde des abgebrochenen Schlosses und ehem. Landsassensitzes in Weihern“ geführt.

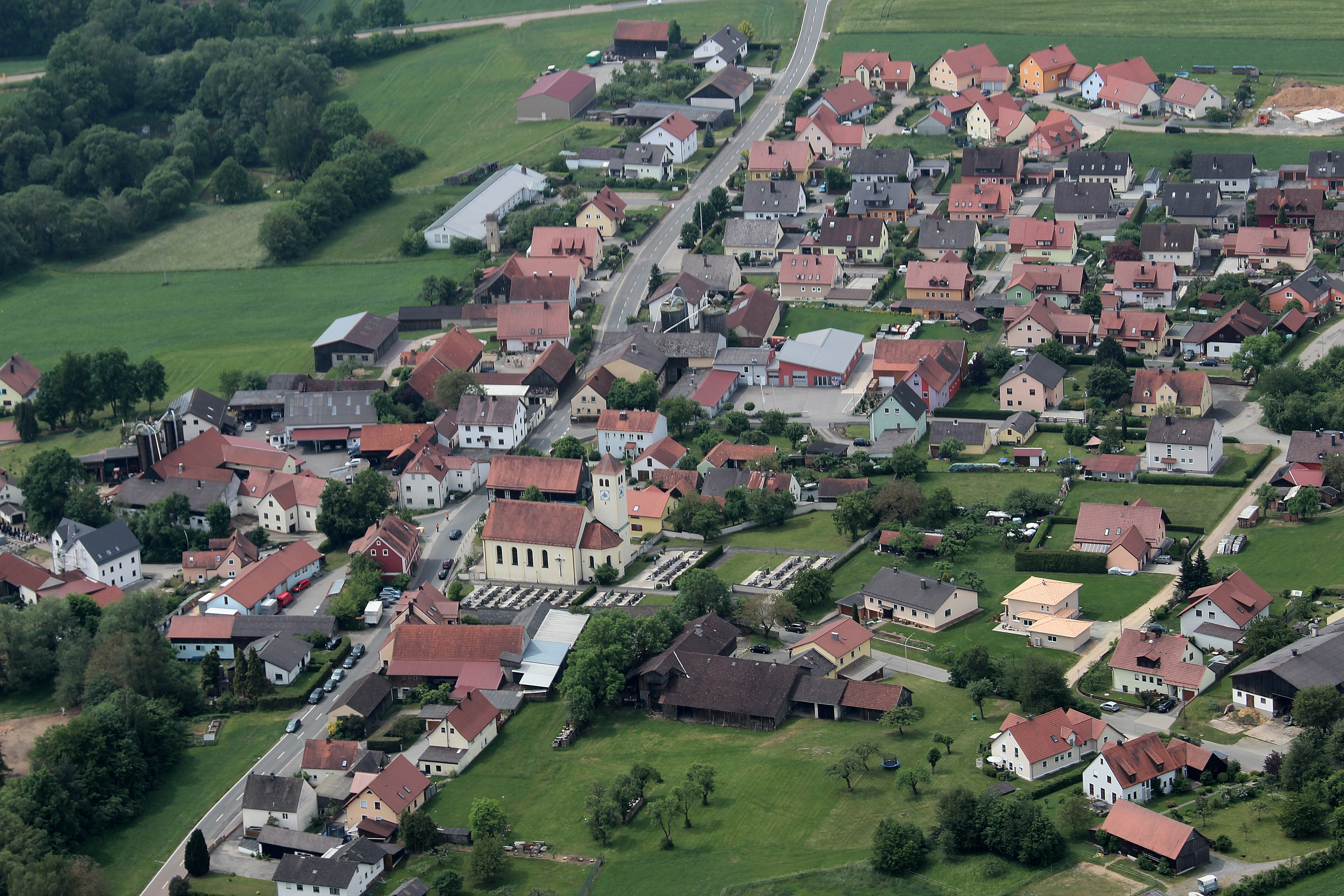
Ortskern Weihern (2016)

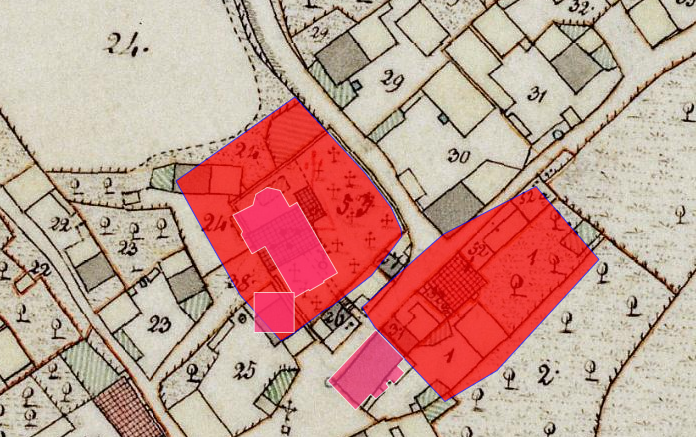
Lageplan von Schloss Weihern auf dem Urkataster von Bayern

## Geschichte
Weihern wird in den Matrikeln der Diözese Regensburg aus dem Jahre 1326 erwähnt. Die gleichnamige Hofmarksherrschaft dürfte gegen Ende des 15. Jahrhunderts entstanden sein. Das frei eigene Gut Weihern gehörte Anfang des 16. Jahrhunderts den Herren von Stein. Am 9. September 1528 verkauft Mathes von Stein, Sohn des Wilhelm von Stein, an den Georg von Prandt, Pfleger in Burgtreswitz, seine Güter in Weihern. Der Vertrag wurde von Alexander Notthafft, Jobst von Tandorf und Utz von Lichteneck bezeugt. Georg von Prandt war durch seine Belehnung mit Stein von 1524 ein leuchtenbergischer Lehensmann.
1534 kam es zwischen ihm und Landgraf Georg von Leuchtenberg zu einer schwerwiegenden Auseinandersetzung: Auf das Gerücht hin, dass der Richter von Pfreimd nach Weihern kommen und ihm den verbürgten Kirchweihschutz streitig machen würde, verbündete sich Georg von Prandt am Margarethen- und somit Kirchweihtag mit Wolf Sazenhofer von Fuchsberg, Pfleger von Tännesberg, und Melchior Schaumbühler von Trausnitz und warb etliche Reisige an. Zur Vesperzeit sprengte er mit acht gerüsteten Pferden, acht geharnischten Lanzenträgern und 14 Büchsenschützen auf das vor der Kirche feiernde Volk. Darunter befand sich auch der leuchtenbergischer Richter von Pfreimd, Hofrat Sebastian Mertz, der sich unbewaffnet unter den Schau- und Tanzlustigen befand. Als dieser schutzsuchend die Kirche aufsuchen wollte, stürmten von dort einige versteckte Getreuen des Georg von Prandt hervor und verursachten ein Gemetzel unter den Anwesenden. Dabei wurde auch Sebastian Mertz so stark verwundet, dass er am nächsten Tag verstarb; auf dem Platz verstarben ebenfalls Georg Mayer von Kötschdorf, Ulrich Wismuth von Pfreimd und Contz Niepauer von Oberpfreimd. Zu Krüppeln geschossen wurden Mathias Seidl, Bürger und Schlosser zu Pfreimd, und Georg Weber, Weber in Weihern, wodurch diese und ihre Familien an den Bettelstab gebracht wurden. Diese Freveltat zog Folgen nach sich: Der Landrichter von Nabburg wollte sofort die Verhaftung des Georg von Prandt erreichen, 1535 gab es auch einen Urteilsspruch des Landgrafen gegen den Prandt. Allerdings wurde dieser von Pfalzgraf Friedrich geschützt und so gelang es ihm, eine Revision durch das kaiserliche Kammergericht in Speyer zu erhalten. Eine weitere versuchte Einigung mit dem Landgrafen lehnte er ab, so dass die Auseinandersetzung zwischen beiden Parteien weiter andauerte. Am 16. März 1541 konnte Prandt von dem in Regensburg weilenden Kaiser Karl V. einen Schutz- und Geleitbrief für sich und seine Familie erhalten. Allerdings getraute er sich nicht persönlich, am 20. Juni 1542 vor den landgräflichen Räten zu erscheinen, sondern sandte dort seine Gattin Margaretha hin, um eine vidimierte Abschrift des kaiserlichen Geleitbriefes vorzulegen. Auch weitere Einigungsversuche blieben erfolglos und beide Parteien fochten weiterhin rechtliche Klagen und Appellationen aus. Selbst die seinen Opfern zustehenden Bußgelder hat er nie bezahlt. Erst unter seinem Nachfolger, Veit Hans von Prandt, konnte mit dem Landgraf Ludwig Heinrich von Leuchtenberg am 6. Januar 1556 ein Kompromiss geschlossen werden, wobei aber Bußgeldzahlungen ausgeschlossen wurden. Unter weiteren zwei Prandts mit den gleichen Namen konnte Weihern bis 1621 in der Familie gehalten werden.
Am 5. April 1621 ging das Gut an Hans Singer über. Da dieser noch im gleichen Jahr verstarb, kam Weihern an eine Erbengemeinschaft und dann ab 1634 an den protestantischen Hans Albrecht Singer als Alleinerben. Während der Rekatholisierung der Oberpfalz kam es zu Beschwerden, dass sich dieser trotz Ablauf des Emigrationstermins mit seiner Frau, einer geborenen Schott, noch immer hier aufhalte. In späteren Landsassenverzeichnissen ist er aber als Katholik ausgewiesen. Durch den Dreißigjährigen Krieg kam das Gut auf die Gant und das Gut wurde von Hans Albrecht Schott, vermutlich einem Neffen, ersteigert. Dieser legte 1668 die Pflicht ab, wobei der Pfleger von Nabburg angewiesen wurde darauf zu achten, dass sich dieser der lutherischen Religion zugetane Schott nicht länger als zwei Mal jährlich für sechs Wochen auf seinem Gut aufhalte. Hans Albrecht Schott wurde 1673 von Hauptmann Funk erstochen und so ging das Gut an seine Schwester Margaretha Susanne bzw. deren Gatten, Christoph von Voith, über. Nach dem Tod ihres Gatten veräußerte Margaretha Susanne das Gut 1691 an den Kämmerer und Obristleutnant Marquard von Leopard, der auch das benachbarte Höflarn erworben hatte. Die Leopards waren allerdings eine relativ arme Familie und so wurde der Maria Ursula Kunigunde von Leopard nach dem Tod ihres Gatten erlaubt, einen Teil ihrer Hofmarksuntertanen zu versetzen. 1716 wurde sie erneut wegen der Reduzierung der Rittersteuer vorstellig. Da dieses Ansuchen nicht schnell erledigt werden konnte, entschloss sich die Besitzerin 1719 zum Verkauf der Hofmark. So kam das Gut an Johann Georg Franz von Wildenau, der im Übrigen die Ungereimtheiten wegen der zu Weihern gehörenden Untertanen auch nicht lösen konnte. Sein Erbe Max Philipp Franz von Wildenau hatte das Gut bis 1739 inne. Dann verkaufte er das Gut an den Pulvermacher Franz Friedrich Hann, der von Kaiser Franz in den Reichsadelsstand erhoben wurde. Ihm folgten 1761 seine beiden Söhne Anton Ignatz und Franz Benno nach. 1764 ist dann Franz Benno Hann, Forstmeister in Mantel, Alleinbesitzer. Er stellte 1779 den Antrag, für sich in Weihern ein Amtshaus zu bauen, damit er dort einen Amtsknecht halten könne. Der Gutsbesitzer verstarb aber, ohne dass eine Entscheidung erfolgt wäre. In seinem Testament hatte er den Verkauf seiner Güter an den Meistbietenden verfügt. Seine Erben einigten sich allerdings darauf, dass Joseph von Hann Weihern gegen Zahlung einer gewissen Summe und Übernahme aller Hypotheken erhalten solle. Dies wurde von der Regierung in Amberg am 12. Juni 1789 bestätigt. Da dieser aber mit den eingegangenen Zahlungsverpflichtungen überfordert war, entschloss er sich 1791 zum Verkauf. Käufer war der Kur-Trierische Kämmerer und Hauptmann Carl Franz von Murach auf Woppenhof. Dieser konnte noch im gleichen Jahr auf Weihern immittiert werden. Sein Versuch, sich von Weihern und Saltendorf zu nennen, wurde aber zurückgewiesen, da Saltendorf nur eine Pertinenz von Weihern und keine eigenständige Hofmark sei.
Freiherr von Murach verkaufte an der Wende zum 19. Jahrhundert Weihern an Graf von Buttler, der bereits Besitzer der Hofmark Stein war. Dieser trat Weihern kurz darauf an Freiherrn von Duprel ab, königlicher Kämmerer und Rentbeamter zu Amberg. Dieser konnte 1809 um Ablegung der Landsassenpflicht ansuchen. Von den Duprelschen Erben wurde ein Patrimonialgericht II. Klasse eingerichtet. Nach einem Vergleich mit den Erben ging Weihern 1830 an den Staat über und die Untertanen wurden am 9. November 1830 dem Landgericht Nabburg eingepflichtet.
Wann das Schloss abgegangen ist, ist nicht bekannt. 